# 郑河站
郑河站位于中华人民共和国安徽省合肥市庐阳区临泉路与界首路交叉口地下，是合肥轨道交通3号线的地铁车站，工程站名界首路站。

## 车站结构
郑河站位于临泉路与界首路口，沿临泉路东西向布置，为地下两层单柱双跨岛式站台。共设5个地铁出入口、4组风亭。

## 车站楼层
| 地面 |                    | 出入口                           |  |  |
| B1层 | 站厅               | 票务服务、自动售票机、人工服务台 |  |  |
| B2层 |                    | █ 3号线 往相城路（海棠）         |  |  |
|      | 岛式站台，左侧开门 |                                  |  |  |
|      |                    | █ 3号线 往馆驿（四泉桥）         |  |  |